# Муховац
Му̀ховац (на сръбски: Муховац или Muhovac; на албански: Muhoci) е село в Югоизточна Сърбия, Пчински окръг, община Буяновац.

## Население
Албанците в община Буяновац бойкотират проведеното през 2011 г. преброяване на населението.
Според преброяването на населението от 2002 г. селото има 570 жители.

### Етнически състав
Данните за етническия състав на населението са от преброяването през 2002 г.
- албанци – 567 жители
- бошняци – 2 жители
- неизвестно – 1 жител

## Галерия
- Муховац